# Renata Knapik-Miazga
Renata Knapik-Miazga (n. 15 iulie 1988, Tarnów) este o scrimeră poloneză specializată pe spadă. A fost laureată cu bronz la Campionatul European de Scrimă din 2013 după ce a pierdut cu românca Ana Maria Brânză în semifinală.

## Palmares
Clasamentul la Cupa Mondială
| An  | 2006 | 2007 | 2008 | 2009 | 2010 | 2011 | 2012 | 2013 | 2014 | 2015 |
| --- | ---- | ---- | ---- | ---- | ---- | ---- | ---- | ---- | ---- | ---- |
| Loc | 122  | _    | 469  | 56   | 53   | 90   | 129  | 38   | 84   | 36   |

## Legături externe
- pl  knapik-miazga.pl, site-ul oficia
- pl  Prezentare Arhivat în 4 martie 2016, la Wayback Machine. la clubul KKS
- en  Prezentare Arhivat în 24 septembrie 2015, la Wayback Machine. la Confederația Europeană de Scrimă
- en Renata Knapik-Miazga la Olympedia.org